# Vilko Šlander
Vilko Šlander, slovenski politični delavec in partizan, * 18. junij 1910, Prebold, † 27. avgust 1941, Šentrupert.
Vilko (Vilhelm) Šlander z ilegalnim imenom Vilko Grom, brat Slavka Šlandra, Vere Šlander in Marije Šlander, je končal 6 razredov osnovne, 2 razreda obrtne šole in tečaj za varilce. Po končanem šolanju v Žalcu se je kot izučen ključavničar zaposlil v tovarni v Preboldu. Tu ga je 1932 uvedel v politiko in KPJ brat Slavko. Zaradi komunizma je bil v Celju 29. novembra 1933 zaprt, 9. aprila 1934 obsojen na 2½ leta robije v Mariboru in Sremski Mitrovici. Po izpustitvi iz robije 29. februarja 1936 se je za kratek čas vrnil domov in bil zaradi govora (solidarnost s stavkajočimi slovenskimi tekstilnimi delavci) na Žvajgi in ponovnega razkritja celice KP v Celju ponovno zaprt in  20. nov. 1936 obsojen na 1 ¾ leta robije v Mariboru, ter po znižanju kazni na 1 ½ leta izpuščen 8. aprila 1938. Nato je delal v Celju v mehanični delavnici, se preselil z družino v Ljubljano, tu delal v Avtomontaži za Bežigradom, 1940 pa v Zemun v tovarno letal Zmaj. Ob izbruhu vojne se je z družino vrnil v Prebold, bival nato v Mariboru ter po nemškem napadu na Jugoslavijo stopil v ilegalo, pa po nemškem napadu na Sovjetsko zvezo v odšel v partizane. Okoli 20. julija 1941 prispel na Zgornji Lehen na Pohorju,  kjer je v lovski koči kmeta Urbanca imela pohorska četa šolsko taborišče, a so ga 31. julija Nemci razbili. Šlander se je pridružil jedru pohorske čete na Smolniku nad Rušami in postal v reorganizirani četi politkomisar. V noči iz 11. na 12. avgust 1941 je četa napadla orožniško postajo v Ribnici na Pohorju, Šlander je še isto noč po direktivi političnega komisarja Glavnega poveljstva slovenskih partizanskih čet Mihe Marinka odšel v Savinjsko dolino, prevzel vodstvo celjske čete, ki je bila izgubila ves komandni kader in jo skušal brez uspeha združiti s savinjsko partizansko četo. Po neuspešnem napadu na planinsko kočo na Svetini 24. avgusta 1941 je četa 25. avgusta 1941 prispela do Pustih njiv pri Šentrupertu, se tu spopadla z nemško patruljo (v spopadu je padel nemški komandir Neuwirt), ki je obkolila mlin v katerega so se zatekli partizani. V spopadu so padli vsi partizani, Šlander pa je zgorel v požganem mlinu.